# Hrad pod Hrnčířem
Hrad pod Hrnčířem je středověký hrad neznámého jména nedaleko Petrovic u Sušice v okrese Klatovy. Nachází se na skalnatém výběžku z východního úbočí vrchu Hrnčíř v nadmořské výšce asi 575 metrů. Dochovaly se z něj terénní pozůstatky opevnění. Lokalitou prochází hranice katastrálních území Petrovic a Jiřičné. Od roku 1976 je chráněn jako kulturní památka.

## Historie
Neznáme žádné písemné prameny, které by se k hradu vztahovaly. Archeologické nálezy datují existenci hradu do poloviny 13. století. Tomáš Durdík vyslovil domněnku, že petrovický hrad vznikl v době, kdy bylo Sušicko v roce 1121 dočasně odtrženo jako věno Přemyslovny Svatavy od českého knížectví a patřilo rodu hrabat z Bogenu. Po nich přešlo na Wittelsbachy, kteří jsou možnými zakladateli hradu v Petrovicích. Hrad pod Hrnčířem potom vznikl jako jeho protiváha a mocenská opora panovníka. Po připojení Sušicka zpět ke koruně v roce 1273 oba hrady brzy zanikly.

## Stavební podoba
Svou podobou se řadí mezi hrady přechodného typu. Staveniště převážně dřevěného hradu bylo dvojdílné. Přístupovou západní stranu chránil široký šíjový příkop, za kterým se nacházela první část, na jejíž jižní straně se dochoval pozůstatek po budově v podobě jámy. Hradní jádro bez zjevných pozůstatků zástavby chránil další šíjový příkop.

## Přístup
Zbytky hradu jsou volně přístupné, ale nevede k nim žádná turisticky značená cesta. Nejsnazší přístup vede přímo ze silnice II/145 z míst, kde překonává potok Volšovku.